# Namekata Hisashi
Namekata Hisashi (行方 尚史 (Hành Phương Thượng Sử)) sinh ngày 30 tháng 12, 1973 (Chiêu Hòa thứ 48) tại TP Hirosaki, Aomori là một kỳ thủ shogi chuyên nghiệp đạt cấp độ Cửu đẳng người Nhật Bản. Kể từ năm 2023, ông là một giám đốc không thường trực của Liên đoàn Shogi Nhật Bản.

## Sự nghiệp
Khi còn học lớp 6 tiểu học, Namekata đã giành hạng 3 chung cuộc tại Tiểu học Danh Nhân chiến lần thứ 10. Người vô địch giải đấu đó là Nozuki Hirotaka (hiện là Bát đẳng). Ngoài ra, Kimura Kazuki (hiện là Cửu đẳng) cũng góp mặt tại vòng Tứ kết.
Để nghiên cứu Shogi, vào năm 12 tuổi, sau khi tốt nghiệp tiểu học, ông đã một mình chuyển đến Tokyo. Khi học trung học cơ sở, ông thường bị chế giễu và bắt nạt do các giáo viên và các bạn ký túc xá của ông không biết về việc ông đã là thành viên của Trường đào tạo kỳ thủ. Do đó, khi còn học trung học, ông thường nói rằng "Việc bỏ học trung học có vẻ rất ngầu". Sau khi tốt nghiệp trung học, ông đã tiếp tục học trung học phổ thông ở đó, tuy nhiên ông đã bỏ học chỉ sau 3 tháng.
Vào năm 1993, khi mới 19 tuổi, ông đã thăng lên Tứ đẳng và trở thành kỳ thủ chuyên nghiệp. Khi đó, trong một buổi phỏng vấn với giới truyền thông, Namekata đã nói rằng: "Tôi muốn đánh bại Habu và có vợ đẹp".

### Sau khi lên chuyên
Ngay sau khi lên chuyên, tại giải đấu đầu tiên của mình, Long Vương chiến kỳ 7 (mùa giải 1993-94), Namekata đã chiến thắng tổ 6 và tiến vào vòng Chung kết. Mặc dù ông là đại diện của tổ 6 nhưng ông đã chiến thắng trước kỳ thủ vừa giành danh hiệu năm trước là Gōda Masataka tại tứ kết. Cũng tại đây, Namekata đã lần lượt đánh bại nhiều kỳ thủ khác cũng tranh quyền khiêu chiến Satō Yasumitsu Long Vương như Fukaura Kōichi, Moriuchi Toshiyuki, Minami Yoshikazu, và Yonenaga Kunio. Cuối cùng, đối thủ của ông tại loạt 3 ván Xác định Khiêu chiến giả là Habu Yoshiharu. Ở đó, Namekata đã chịu thất bại 0-2. Trùng hợp thay, ở kỳ đó, Habu đã giành danh hiệu Long Vương và trở thành Lục quán. Ngoài ra, tại Vương Tọa chiến kỳ 43, ông đã chiến thắng 6 ván liên tiếp để đi từ vòng Sơ loại thứ Nhất đến vòng Chung kết, nơi ông bị loại từ vòng 1.
Ở tổ 5 Long Vương chiến kỳ 8 (mùa giải 1994-95), Namekata đã một lần nữa đánh bại Gōda Masataka tại chung kết tổ để chiến thắng tổ 5 và thăng lên Ngũ đẳng do chiến thắng tổ tại Long Vương chiến 2 kỳ liên tiếp. Đây cũng là mùa giải đầu tiên mà điều kiện thăng đẳng này được áp dụng, và sau Namekata, chỉ có Kimura Kazuki được thăng đẳng theo điều kiện này. Namekata giành được 1 trận thắng tại vòng Chung kết.
Vào năm 1995, ông đã vô địch Giải Shogi nhanh dành cho các kỳ thủ mới được phát trực tiếp. Cũng trong mùa giải 1995, ông đã nhận giải Tân binh của năm tại kỳ Đại Thưởng năm đó. Ở Vương Vị chiến kỳ 37, Namekata lần đầu tiên vào đến vòng Xác định Khiêu chiến giả, tuy nhiên ông đã bị loại với thành tích 3 thắng - 2 thua.
Trong mùa giải 1996, ở Long Vương chiến kỳ 9, ông đã vượt qua trận tranh hạng 3 của tổ 4 và thăng lên tổ 3. Vào năm sau đó, ở tổ 3, ông đã chiến thắng tổ và thăng lên tổ 2 (tuy nhiên ông đã không thi đấu tốt sau đó và phải trở về tổ 3).
Ở mùa giải 1998, tại Thuận Vị chiến kỳ 57, Namekata đã toàn thắng 10 ván và thăng lên hạng C1 với vị trí thứ 1 chung cuộc. Ở Kỳ Thánh chiến kỳ 70, với 8 ván thắng liên tiếp, ông đã vào đến top 4 của vòng Chung kết. Tại Vương Vị chiến kỳ 40, ông đã lọt vào vòng Xác định Khiêu chiến giả lần thứ 2 và xếp thứ nhì Hồng tổ với thành tích 4 thắng - 1 thua và trụ lại vòng này (tuy nhiên ông đã bị loại ở kỳ sau).
Trong mùa giải 1999, Namekata đã trở lại tổ 2 tại Long Vương chiến kỳ 12, và tại kỳ 13, ông đã chiến thắng ván tranh hạng 3 và lần đầu tiên thăng lên tổ 1.
Trong mùa giải 2000, tại Thuận Vị chiến kỳ 59, ông xếp hạng 2 chung cuộc ở hạng C1 với thành tích 8 thắng - 2 thua, qua đó thăng lên hạng B2.
Tại Giải Shogi nhanh dành cho các kỳ thủ mới của mùa giải 2001, ông đã thua Fukaura Kōichi tại chung kết và về nhì.
Trong mùa giải 2003, ở hạng B2 Thuận Vị chiến kỳ 62, ông xếp thứ 2 chung cuộc với thành tích 8 thắng - 2 thua, qua đó thăng lên hạng B1. Ngoài ra, ở Tân Nhân Vương chiến kỳ 34, ông đã vào đến chung kết nhưng lại để thua Tamura Kōsuke 1-2 ở loạt 3 ván và về nhì.
Tại hạng B1 Thuận Vị chiến của mùa giải 2004, trong ván đấu trước Nakagawa Daisuke Thất đẳng, sau 2 lần bế tắc và lặp lại nước đi, Namekata và Nakagawa đã phải đấu lại 2 ván kéo dài tổng cộng 23 tiếng (từ 10 giờ sáng đến 9 giờ sáng ngày hôm sau) trong tình trạng thiếu ngủ. Sau cùng, ông đã thắng ván đó. Cùng năm đó, ông đã vào đến vòng Xác định Khiêu chiến giả của Vương Tướng chiến kỳ 55 và bị loại với thành tích 2 thắng - 4 thua. Ở Long Vương chiến kỳ 19, ông thua 2 ván liên tiếp ở tổ 1 và bị giáng xuống tổ 2.
Ở mùa giải 2006, Namekata đã về thứ 2 tại hạng B1 Thuận Vị chiến và được thăng lên hạng A vào tháng 4 năm 2007. Tuy nhiên, tại kỳ đầu tiên ở hạng A, ông đã thi đấu không tốt và về cuối với thành tích 1 thắng - 8 thua và trở lại hạng B1. Tuy nhiên, vào ngày 9 tháng 2 năm 2008, Namekata đã vô địch Cúp Asahi mở rộng mới thành lập, chức vô địch một giải đấu không danh hiệu đầu tiên của ông. Namekata đạt được thành tích này không lâu sau khi bị giáng khỏi hạng A.
Ở mùa giải 2008, tại Long Vương chiến kỳ 21, ông đã chịu 2 ván thua liên tiếp và bị giáng xuống tổ 3. Tuy nhiên, ở kỳ sau đó (kỳ 22), Namekata đã thành công thăng trở lại tổ 2.
Vào ngày 10 tháng 1 năm 2013, với chiến thắng ở vòng 11 hạng B1 Thuận Vị chiến kỳ 71, Namekata đã thành công giành suất thăng lên hạng A sớm 2 ván. Sau ván thắng trước Maruyama Tadahisa Cửu đẳng, ông đã được kỳ vọng sẽ làm nên lịch sử với thành tích 12 ván thắng liên tiếp. Tuy nhiên, ở ván cuối, ông đã phải chịu thua trước Kubo Toshiaki Cửu đẳng và kết thúc mùa Thuận Vị với thành tích 11 thắng - 1 thua.
Vào ngày 29 tháng 5 năm 2013, tại ván Xác định Khiêu chiến giả của Vương Vị chiến kỳ 54, Namekata đã vượt qua Satō Yasumitsu Cửu đẳng và đạt được ước mơ lớn nhất của ông - khiêu chiến một danh hiệu lần đầu tiên. Ông đã chịu thất bại 1-4 trước Habu Yoshiharu Vương Vị (và cũng bị loại khỏi vòng Xác định Khiêu chiến giả ở mùa giải kế tiếp).
Namekata đã kết thúc hạng A Thuận Vị chiến kỳ 73 với Thuận Vị 2 và thành tích 6 thắng - 3 thua, bằng với Watanabe Akira (Thuận Vị 3), Kubo Toshiaki (Thuận Vị 7), và Hirose Akihito (Thuận Vị 9). Ở ván cuối cùng, ông đã gặp Kubo, người vừa đánh bại Watanabe và Hirose và chiến thắng sau 150 nước đi, qua đó giúp ông giành quyền khiêu chiến Habu Yoshiharu Danh Nhân lần đầu tiên. Ông đã chịu thất bại 1-4 trong loạt tranh ngôi.
Tại Cúp NHK lần thứ 64 (mùa giải 2014), đối thủ của ông ở bán kết là Hashimoto Takanori. Khi Hashimoto phải chịu áp lực byoyomi và đang trong thế cờ bất lợi, anh đã phạm luật Hai Tốt. Khi đó, Namekata đã nhận ra điều này trước và ôm đầu bối rối, làm cho Hashimoto bất ngờ. Sau đó, ông đã thua Moriuchi Toshiyuki ở chung kết và về nhì. Tại Long Vương chiến kỳ 27, Namekata đã chiến thắng tổ 2 và trở lại tổ 1 (tuy nhiên ông chịu 2 ván thua ở mùa giải sau đó và tiếp tục bị giáng xuống tổ 2).
Tại vòng 2 của Cúp JT lần thứ 36, ván đấu giữa Namekata và Watanabe Akira vào ngày 5 tháng 9 năm 2015 đã kết thúc bằng bế tắc sau 297 nước đi, một kỷ lục mới của giải đấu này và cũng là ván đấu bế tắc đầu tiên tại Cúp JT (Namekata đã thua ván đấu lại ngay sau đó). Namekata cũng đã tiến vào vòng Xác định Khiêu chiến giả của Vương Vị chiến kỳ 57, tuy nhiên ông đã bị loại với thành tích 3 thắng - 2 thua. Ông cũng đã vào đến top 4 của giải đấu mới - Duệ Vương chiến.
Vào ngày 29 tháng 1 năm 2018, với chiến thắng trước Murayama Yasuaki Thất đẳng tại vòng Sơ loại thứ Hai của Kỳ Thánh chiến kỳ 89, ông trở thành kỳ thủ thứ 52 đạt được thành tích 600 ván thắng chính thức và nhận Giải thưởng Vinh dự Shogi.
Vào ngày 3 tháng 3 năm 2018, sau khi thua Inaba Akira Bát đẳng, ông đã bị giáng khỏi hạng A Thuận Vị chiến với thành tích 3 thắng - 7 thua sau 5 kỳ liên tiếp trụ lại đây. Tại Long Vương chiến kỳ 30, ông cũng chịu 2 thất bại và bị giáng xuống tổ 3. Tại Duệ Vương chiến kỳ 3, ông vẫn thi đấu tốt và tiến đến top 4.
Trong mùa giải 2019, tại hạng B1 Thuận Vị chiến kỳ 78, với thành tích 8 thắng - 4 thua, ông xếp thứ 3 chung cuộc và bỏ lỡ một cơ hội trở lại hạng A. Thành tích thi đấu của ông trong mùa giải sau đó bị đảo lại - ông kết thúc mùa Thuận Vị với thành tích 4 thắng - 8 thua, xếp thứ 11 chung cuộc và bị giáng xuống hạng B2.

## Lối đánh
Namekata là một người chơi Cư Phi Xa nổi tiếng với lối đánh chày cối.

## Đời tư
- Ban đầu, Namekata là người thuận tay phải (đánh cờ bằng tay phải tại Tiểu học Danh Nhân chiến, viết và cầm đũa cũng bằng tay phải). Tuy nhiên, ông muốn trở thành người thuận tay trái và do đó bắt đầu đánh cờ bằng tay trái. Tuy nhiên, đôi khi ông không chú ý và trở về đánh cờ bằng tay phải trong khi phân tích ván đấu.
- Thể loại nhạc ông ưa thích là Rock and roll, và những nghệ sĩ ông ưa thích là Thee Michelle Gun Elephant (TMGE), Nakamura Kazuyoshi, Radiohead, và Number Girl. Ông đặc biệt thích TMGE và thường đi xem những buổi hòa nhạc khi họ còn hoạt động[6]. Khi còn trẻ, Namekata đã trả lời phỏng vấn rằng "Nếu tôi trẻ đi 4 tuổi thì tôi đã trở thành nhạc sĩ rồi".
- Sau khi thăng lên Tứ đẳng, trong buổi phỏng vấn với Tuần san Shogi (số ngày 10 tháng 11 năm 1993), Namekata đã nói những điều sau về âm nhạc:
  - "Không có từ ngữ nào có thể mô tả sự ngu dốt của thế hệ của tôi, ví dụ như CHAGE and ASKA hay B'z. Thật khó hiểu tại sao thứ âm nhạc của họ có thể bán chạy như vậy, kể cả để lừa khán giả".
  - "Gu âm nhạc của tôi đã chuyển đổi rất nhiều kể từ khi tôi từ fan The Blue Hearts trở thành fan Flippers".
- Ông thường ăn chậm và tốn rất nhiều thời gian để ăn. Bản thân ông cũng nói rằng "Tôi chưa từng gặp ai ăn chậm hơn tôi"[6].
- Namekata có tính tình nóng nảy, và khi thế cờ chuyển xấu, ông thường đấm chiếc túi của ông nhiều lần.
- Ông có thói hay đến muộn. Vào tháng 2 năm 2003, trong ván đấu cuối cùng của Yonenaga Kunio Vĩnh thế Kỳ Thánh trước khi giải nghệ, Namekata đã đến muộn 30 phút so với thời gian bắt đầu ván đấu[7]. Vào tháng 4 năm 2007, khi được tác giả Dan Oniroku mời đi ngắm hoa anh đào trên thuyền để chúc mừng việc ông được thăng lên Bát đẳng, ông đã đến muộn và khiến Dan hết sức bất ngờ[7].
- Các hồi ký thi đấu của ông được xuất bản trong tạp chí "Thế giới Shogi" từ tháng 4 năm 1998 đến tháng 3 năm 1999. Ông nói chuyện với sự thẳng thắn của một người thanh niên.
- Trong giới Shogi chuyên nghiệp, Namekata nổi tiếng với phong cách ăn mặc của mình. Ông đặc biệt thích mặc đồ giống nhà thiết kế Paul Smith.
- Vào tháng 2 năm 2009, NXB Nippon Bungeisha đã xuất bản cuốn "Tự học! Cuốn sách giới thiệu Shogi sẽ giúp bạn mạnh hơn" (ISBN 978-4-537-20726-2) với tác giả là Namekata. Tuy nhiên, Namekata không hề tham gia viết cuốn sách này và ông đã phát hiện ra NXB đã sử dụng kỳ phổ của ông mà không có sự cho phép sau khi chất vấn, và cuốn sách bị ngừng xuất bản. Về sự việc này, Nippon Bungeisha đã đăng bài xin lỗi ở trang 18 Tuần san Shogi số ngày 2 tháng 2 năm 2011 và ở trang 215 Thế giới Shogi số tháng 3 năm 2011.
- Ông kết hôn vào tháng 12 năm 2011[8].
- Ông bắt đầu đeo kính trong loạt tranh ngôi Danh Nhân chiến năm 2015. Tuy nhiên, ông đã thua ván 1 khi đeo kính và từ ván 2 trở đi ông không đeo kính nữa.

## Lịch sử thăng cấp
| Ngày              | Đẳng cấp          | Ghi chú                                                                              |
| ----------------- | ----------------- | ------------------------------------------------------------------------------------ |
| Năm 1986          | Lục cấp (6-kyu)   | Gia nhập Trường đào tạo kỳ thủ                                                       |
| Năm 1990          | Sơ đẳng (1-dan)   |                                                                                      |
| 1 tháng 10, 1993  | Tứ đẳng (4-dan)   | Trở thành kỳ thủ chuyên nghiệp                                                       |
| 1 tháng 10, 1995  | Ngũ đẳng (5-dan)  | Chiến thắng tổ Long Vương chiến 2 kỳ liên tiếp: Chiến thắng tổ 6 (kỳ 7), tổ 5 (kỳ 8) |
| 21 tháng 6, 1999  | Lục đẳng (6-dan)  | Thắng 120 ván chính thức sau khi thăng lên Ngũ đẳng                                  |
| 1 tháng 4, 2004   | Thất đẳng (7-dan) | Thăng lên hạng B1 Thuận Vị chiến                                                     |
| 1 tháng 4, 2007   | Bát đẳng (8-dan)  | Thăng lên hạng A Thuận Vị chiến                                                      |
| 14 tháng 11, 2019 | Cửu đẳng (9-dan)  | Thắng 250 ván chính thức sau khi thăng lên Bát đẳng                                  |

## Thành tích chính

### Khiêu chiến danh hiệu
- Vương Vị: 1 lần (Kỳ 54 - mùa giải 2013)
- Danh Nhân: 1 lần (Kỳ 73 - mùa giải 2015)

### Vô địch giải đấu không danh hiệu
- Giải Shogi nhanh dành cho các kỳ thủ mới: 1 lần (Lần thứ 14 - mùa giải 1995)
- Cúp Asahi Mở rộng: 1 lần (Lần thứ 1 - mùa giải 2007)

### Thăng/giáng hạng/tổ
Chi tiết về hạng/tổ của kỳ thủ vui lòng xem các bài Thuận Vị Chiến và Long Vương Chiến.
| Đầu mùa giải | Thuận Vị chiến | Thuận Vị chiến  | Thuận Vị chiến  | Thuận Vị chiến  | Thuận Vị chiến  | Thuận Vị chiến  | Thuận Vị chiến  | Thuận Vị chiến  | Long Vương chiến | Long Vương chiến | Long Vương chiến | Long Vương chiến | Long Vương chiến | Long Vương chiến | Long Vương chiến | Long Vương chiến |
| Đầu mùa giải | Kỳ             | Danh Nhân       | Hạng A          | Hạng B          | Hạng B          | Hạng C          | Hạng C          | Free Class      | Kỳ               | Long Vương       | Tổ 1             | Tổ 2             | Tổ 3             | Tổ 4             | Tổ 5             | Tổ 6             |
| Đầu mùa giải | Kỳ             | Danh Nhân       | Hạng A          | Tổ 1            | Tổ 2            | Tổ 1            | Tổ 2            | Free Class      | Kỳ               | Long Vương       | Tổ 1             | Tổ 2             | Tổ 3             | Tổ 4             | Tổ 5             | Tổ 6             |
| --- | -------------- | --------------- | --------------- | --------------- | --------------- | --------------- | --------------- | --------------- | ---------------- | ---------------- | ---------------- | ---------------- | ---------------- | ---------------- | ---------------- | ---------------- |
| 1993 | 52             | chưa thăng đẳng | chưa thăng đẳng | chưa thăng đẳng | chưa thăng đẳng | chưa thăng đẳng | chưa thăng đẳng | chưa thăng đẳng | 7                |                  |                  |                  |                  |                  |                  | Tổ 6             |
| 1994 | 53             |                 |                 |                 |                 |                 | C245            |                 | 8                |                  |                  |                  |                  |                  | Tổ 5             |                  |
| 1995 | 54             |                 |                 |                 |                 |                 | C217            |                 | 9                |                  |                  |                  |                  | Tổ 4             |                  |                  |
| 1996 | 55             |                 |                 |                 |                 |                 | C205            |                 | 10               |                  |                  |                  | Tổ 3             |                  |                  |                  |
| 1997 | 56             |                 |                 |                 |                 |                 | C211            |                 | 11               |                  |                  | Tổ 2             |                  |                  |                  |                  |
| 1998 | 57             |                 |                 |                 |                 |                 | C212            |                 | 12               |                  |                  |                  | Tổ 3             |                  |                  |                  |
| 1999 | 58             |                 |                 |                 |                 | C121            |                 |                 | 13               |                  |                  | Tổ 2             |                  |                  |                  |                  |
| 2000 | 59             |                 |                 |                 |                 | C107            |                 |                 | 14               |                  | Tổ 1             |                  |                  |                  |                  |                  |
| 2001 | 60             |                 |                 |                 | B220            |                 |                 |                 | 15               |                  | Tổ 1             |                  |                  |                  |                  |                  |
| 2002 | 61             |                 |                 |                 | B207            |                 |                 |                 | 16               |                  | Tổ 1             |                  |                  |                  |                  |                  |
| 2003 | 62             |                 |                 |                 | B205            |                 |                 |                 | 17               |                  | Tổ 1             |                  |                  |                  |                  |                  |
| 2004 | 63             |                 |                 | B112            |                 |                 |                 |                 | 18               |                  | Tổ 1             |                  |                  |                  |                  |                  |
| 2005 | 64             |                 |                 | B109            |                 |                 |                 |                 | 19               |                  | Tổ 1             |                  |                  |                  |                  |                  |
| 2006 | 65             |                 |                 | B107            |                 |                 |                 |                 | 20               |                  |                  | Tổ 2             |                  |                  |                  |                  |
| 2007 | 66             |                 | A 10            |                 |                 |                 |                 |                 | 21               |                  |                  | Tổ 2             |                  |                  |                  |                  |
| 2008 | 67             |                 |                 | B102            |                 |                 |                 |                 | 22               |                  |                  | Tổ 2             |                  |                  |                  |                  |
| 2009 | 68             |                 |                 | B106            |                 |                 |                 |                 | 23               |                  |                  | Tổ 2             |                  |                  |                  |                  |
| 2010 | 69             |                 |                 | B104            |                 |                 |                 |                 | 24               |                  |                  | Tổ 2             |                  |                  |                  |                  |
| 2011 | 70             |                 |                 | B105            |                 |                 |                 |                 | 25               |                  |                  | Tổ 2             |                  |                  |                  |                  |
| 2012 | 71             |                 |                 | B105            |                 |                 |                 |                 | 26               |                  |                  | Tổ 2             |                  |                  |                  |                  |
| 2013 | 72             |                 | A 09            |                 |                 |                 |                 |                 | 27               |                  |                  | Tổ 2             |                  |                  |                  |                  |
| 2014 | 73             |                 | A02             |                 |                 |                 |                 |                 | 28               |                  | Tổ 1             |                  |                  |                  |                  |                  |
| 2015 | 74             |                 | A 01            |                 |                 |                 |                 |                 | 29               |                  |                  | Tổ 2             |                  |                  |                  |                  |
| 2016 | 75             |                 | A 02            |                 |                 |                 |                 |                 | 30               |                  |                  | Tổ 2             |                  |                  |                  |                  |
| 2017 | 76             |                 | A 05            |                 |                 |                 |                 |                 | 31               |                  |                  |                  | Tổ 3             |                  |                  |                  |
| 2018 | 77             |                 |                 | B102            |                 |                 |                 |                 | 32               |                  |                  |                  | Tổ 3             |                  |                  |                  |
| 2019 | 78             |                 |                 | B104            |                 |                 |                 |                 | 33               |                  |                  |                  | Tổ 3             |                  |                  |                  |
| 2020 | 79             |                 |                 | B103            |                 |                 |                 |                 | 34               |                  |                  |                  | Tổ 3             |                  |                  |                  |
| 2021 | 80             |                 |                 |                 | B201            |                 |                 |                 | 35               |                  |                  |                  | Tổ 3             |                  |                  |                  |
| 2022 | 81             |                 |                 |                 | B214            |                 |                 |                 | 36               |                  |                  |                  | Tổ 3             |                  |                  |                  |
| 2023 | 82             |                 |                 |                 | B206            |                 |                 |                 | 37               |                  |                  |                  | Tổ 3             |                  |                  |                  |
| Chữ đóng khung tại Thuận Vị chiến và Long Vương chiến biểu thị Khiêu chiến giả. Số nhỏ tại Thuận Vị chiến là Thuận Vị. (xĐiểm giáng hạng có sẵn / *Điểm giáng hạng phải nhận / +Điểm giáng hạng được xóa) "F" tại Thuận Vị chiến biểu thị Free Class (FX: Kỳ thủ được xếp vào Free Class / FT: Kỳ thủ tự nguyện chuyển xuống Free Class) Chữ đậm tại Long Vương chiến biểu thị chiến thắng tổ, số tổ kèm (chữ nhỏ) biểu thị kỳ thủ không chuyên. |                |                 |                 |                 |                 |                 |                 |                 |                  |                  |                  |                  |                  |                  |                  |                  |

### Đại Thưởng
- Lần 23 (mùa giải 1995): Tân binh của năm
- Lần 26 (mùa giải 1998): Tỷ lệ thắng cao nhất năm

### Giải thưởng khác
- Ngày 29 tháng 1 năm 2018: Giải thưởng Vinh dự Shogi (600 ván thắng)[4]